# Анрі Жаспар
Анрі Жаспар (28 липня 1870 , Схарбек  — 15 лютого 1939 , Сен-Жіль ) — бельгійський католицький політичний діяч.

## Життєпис
Народився у Схарбеку, вивчав право. Репрезентував Льєж у Палаті представників бельгійського парламенту з 1919 до 1936 року. Надавав допомогу у створенні Бельгійсько-Люксембурзького економічного союзу 1921 року. У 1926–1931 роках очолював уряд країни.
Обіймав такі міністерські посади:
- Міністр економіки (1918—1920)
- Міністр закордонних справ (1920—1924 та 1934)
- Міністр фінансів (1932—1934)